# Elephant White
Elephant White es una película a estrenarse en 2011 de acción y drama protagonizada por Kevin Bacon, Djimon  Hounsou y Tony Teulan. La filmación tomó lugar en Bangkok, Tailandia. La fecha de lanzamiento no fue lanzada.

## Trama
Un mercenario estadounidense está completando un trabajo en Tailandia cuando una niña de 14 años de edad le da a su vida un nuevo significado.Americana Iglesia Curtie asesino (Hounsou) está terminando un trabajo en Tailandia, cuando 14 años de edad, niña prostituta, Mae, testigos Iglesia matar a un grupo perteneciente a la banda y el marco de la Ang Gang Jong su captor Chang Cao. Iglesia la ve, pero decide huir de la escena. Palabra llega Chang Cao Gang asesor, bhun, que la Ang Jong ha roto la tregua. Sin embargo, parece sospechoso que una bomba fue utilizada ya que es a diferencia de la Jong Ang.
Iglesia recoge su pago por el trabajo de su cliente, Rajahdon, cuya hija fue asesinada. Iglesia y luego va a un club que Jimmy el británico (Bacon) se encuentra de visita, sin embargo, al ver a la Iglesia, Jimmy huye del pensamiento premisas que él está allí para matarlo. Iglesia finalmente atrapa Jimmy y le explica que él no era el objetivo, y que sólo quería comprar algunas armas. Conducen al almacén de Jimmy en la Iglesia compra un rifle de francotirador.
Iglesia viaja a su guarida cerca de un monasterio ya la vista de Kitty Kat, una Jong Ang Club Gang. Mientras que la Iglesia está comiendo, llega Mae. Después de interrogar a ella, la ata y amordaza a sus. Al día siguiente Mae está sufriendo el síndrome de abstinencia de drogas, pero la Iglesia no la deja salir. Esa noche, el Chang Cao ataque Kitty Kat y Iglesia incendios en los de su puesto de observación. El ataque es rechazado y los supervivientes dicen Jefe Katha había francotiradores, que a su vez es diferente a la Jong Ang.
En la Iglesia de mañana obliga Mae para ayudar a encontrar a sus antiguos propietarios (Chang Cao Gang), amenazando con matar a los monjes. Mae le lleva a un vertedero, donde se revela que ella se unió a una misión de la iglesia porque su padre la vendió a ellos. A continuación, le lleva a un edificio con muchos pandilleros Chang Cao. Iglesia vuelve a su cliente que quiere romper el contrato, pero la Iglesia dice que el acuerdo era para todos los miembros de la banda que mató a su hija.
Volver a Kitty Kat, jefe Katha y Asesor bhun han traído el Jong Ang un elefante blanco como una ofrenda de paz. En el camino de regreso, Katha bhun dice que hizo un buen trabajo haciendo la tregua, y que su decisión de su sucesor se debate entre bhun y su hijo.
Iglesia revisita Jimmy para comprar otra arma. Sin embargo, Jimmy dice Cao Gang Chang, que la Iglesia ha estado matando, le permite operar su negocio y no quiere enojar. Iglesia insiste y conducir a otro caché arma oculta, donde compra una mucho más potente rifle antimaterial (AM). Jimmy está convencido de la nueva misión de la Iglesia es el suicidio. Iglesia rompe la nariz de Jimmy para que parezca como un robo.
Iglesia hace su camino a una azotea con vistas a la Chang Cao Gang edificio Mae le mostró. Después de abrir fuego, él ve que Mae está dentro. Él es asesinado por un francotirador a continuación, devuelve el fuego, pero los atascos de armas. Después de recibir un disparo de nuevo, abandona su arma y se esconde en un callejón como pandilleros corren por. Para hacer su escape, se secuestra a uno de los camiones y retiros de la banda bajo una lluvia de balas hacia el tráfico. Después de la parada se abre la parte trasera del camión para encontrar Mae y varias niñas heridos. Ofreciéndoles la libertad, la mayoría quiere volver, pensando que serán encontrados y asesinados por escapar.
Gravemente herido hojas de la Iglesia en un taxi con Mae, que dice que estaba en el edificio porque estaba diciendo la pandilla si dejaran lo que estaban haciendo, la Iglesia dejaría de matarlos. El controlador mantiene mirando hacia atrás en la iglesia durante la conversación y le dice a la Iglesia que está loco. Mae lleva Iglesia de vuelta al monasterio donde los monjes venda sus heridas y dibujar símbolos en su cuerpo.
Asesor y Jefe bhun Katha están locos por el hecho de matar a la iglesia e inspeccionar el arma que dejó atrás. Bhun lleva a Jimmy que miente sobre lo que es robado por un ladrón imaginario. Bhun no cree que él y ordena a sus hombres para ver a Jimmy.
Iglesia tiene extraños sueños de Mae, entonces se despierta en el monasterio. Abandona inmediatamente y mata a los francotiradores viendo el club de Jimmy, teniendo uno de sus teléfonos celulares. Iglesia quiere comprar otra arma, pero Jimmy se niega. Respuestas Iglesia teléfono móvil del miembro de la banda Jimmy le pide si quiere hablar con jefe Katha. Jimmy hace pasar por un traficante de armas de Tailandia para evitar ser conectada a la iglesia. Iglesia finalmente Jimmy amenaza a punta de pistola y regresan al almacén, donde la iglesia compra una escopeta.
Iglesia organiza una reunión con Rajahdon, pero esconde fuera hasta que las hojas Rajahdon. Iglesia lo sigue de nuevo a un burdel y paga por una habitación. Después de entrar en la habitación, le pregunta a la chica si Rajahdon es el jefe y dónde está. Ella le dice que el jefe está arriba, pero luego da la alarma. Iglesia mata a todos los guardias en el camino hacia el jefe, Rajahdon. Iglesia se enfrenta a él por mentir acerca de una hija imaginaria, pero él dice que va a duplicar el pago si la Iglesia mata Advisor bhun.
Jimmy es torturado a renunciar a que la Iglesia es, pero dice Advisor bhun esa Iglesia va a matar a todos. Iglesia va al bosque fuera de la sede de la banda, y ve a un fantasma Mae a través de su mira telescópica. Viento y hojas pintan los símbolos espalda a los monjes habían dibujado. A continuación, se abre paso en el compuesto, matando a todos los guardias, primero con su rifle de francotirador a continuación, cambiar a un arma de fuego y el cuchillo. Luego salta a través de los arbustos y aberturas del cuello del Consejero bhun. Ve Mae montando un elefante blanco hacia él y se despierta en su escondite. Él le dice a Mae su negocio está acabado en Bangkok. Iglesia, cuando despierta, se revela la secuencia de lucha anterior era sólo un sueño.
Katha Jefe y Asesor bhun discutir cómo encontrar Iglesia cuando Rajahdon camina pulg Se revela entonces que Rajahdon es el hijo de Katha. El asesinato planificado de bhun y la guerra de bandas en secreto previsto por Rajhadoon como un medio para que ascienda al poder. Con bhun fuera del camino, Rajhadon mataría Iglesia y ganar a sí mismo de nuevo en sus padres, buenas gracias. Rajahdon dice que va a cuidar de sí mismo Iglesia. Iglesia llama a Jimmy para decirle que se va, pero Jimmy quiere cuidar de Mae. Jimmy dice Rajahdon esa Iglesia se va, pero Rajahdon todavía quiere matar a la Iglesia para asegurar su posición como sucesor de jefe Katha.
Iglesia vuelve a su escondite y le da Mae un vestido blanco, dándole las gracias por toda su ayuda. Él le hace prometer que esperar allí para Jimmy. Mientras que la Iglesia está esperando su vuelo en el aeropuerto, Jimmy llama y le dice que no había nadie en su escondite. Rajahdon escucha la conversación y envía a sus hombres hasta el aeropuerto, sin embargo, la Iglesia ya se va a encontrar Mae y ve primero. Él roba uno de sus coches y las unidades estacionadas en el monasterio de encontrar muchos de los monjes muertos. Él entra en el escondite y ve el vestido blanco que queda atrás.
Iglesia impulsa a la sede de pandillas y los accidentes a través de la pared en la habitación donde Katha Jefe y Asesor bhun son. Iglesia sostiene Katha rehenes mientras Jimmy y Rajahdon llegan. Iglesia empieza a contar Katha sobre el Rajahdon recompensa colocado en bhun, así Rajahdon intenta dispararle, pero Jimmy mata Rajahdon primero. Entonces los guardias disparan Jimmy. Iglesia toma una foto de Mae de la pared y Katha dice que fue la primera chica que le hizo entrar bhun dice que fue hace treinta años. Iglesia es confuso, pero se compromete a un acuerdo para que todas las chicas de Katha. Jimmy y la Iglesia van con las chicas, pero la Iglesia le dice a Jimmy que tiene que volver. Jimmy dice que se asegurará de que las niñas reciben ayuda.

## Elenco
- Kevin Bacon ... Jimmy The Brit
- Djimon Hounsou ... Curtie Church
- Tony Teulan ... Kid Kicks
- Ron Smoorenburg ... Guardia de seguridad
- Abhijati 'Meuk' Jusakul ... Bhun
- Sahajak Boonthanakit ... Rajahdon
- Byron Gibson ... Guardia de segurida